# 魯斯C鎮區 (密蘇里州斯通縣)
魯斯C鎮區（英語：Ruth C Township）是位於美國密蘇里州斯通縣的一個行政鎮區。

## 地方資料
魯斯C鎮區的面積為73.36平方千米，當中陸地面積為58.63平方千米，而水域面積為14.73平方千米。根據2020年美國人口普查的數據，當地共有人口2960人，而人口密度為每平方千米40.35人。